# Elección para gobernador de Kentucky de 1903
La elección para gobernador de Kentucky de 1903 se llevó a cabo el 3 de noviembre de ese año. El gobernador demócrata titular J. C. W. Beckham derrotó al candidato republicano Morris B. Belknap con el 52.12% de los votos.

## Resultados
| Partido                         | Partido                         | Candidato         | Votos   | %     |
| ------------------------------- | ------------------------------- | ----------------- | ------- | ----- |
|                                 | Demócrata                       | John Beckham      | 229,014 | 52.12 |
|                                 | Republicano                     | Morris B. Belknap | 202,862 | 46.17 |
|                                 | Prohibición                     | T.P. Demaree      | 4,830   | 1.10  |
|                                 | Socialista Laborista de América | Alfred Schmitz    | 2,044   | 0.47  |
|                                 | Socialista                      | Adam Nagel        | 615     | 0.14  |
|                                 |                                 |                   |         |       |
| Total                           | Total                           | Total             | 439,365 | 100   |
|                                 |                                 |                   |         |       |
| Fuente: Guide to U.S. Elections |                                 |                   |         |       |